# Megopis costipennis
Megopis costipennis är en skalbaggsart som beskrevs av White 1853. Megopis costipennis ingår i släktet Megopis och familjen långhorningar.
Artens utbredningsområde är:
- Bangladesh.
- Laos.

Inga underarter finns listade i Catalogue of Life.